# Василенко Іван Андрійович (Герой Радянського Союзу)
Іва́н Андрі́йович Василе́нко (нар. 7 листопада 1918 — 16 травня 2000) — радянський військовик, Герой Радянського Союзу (1945).

## Життєпис
Народився 7 листопада 1918 року в селі Семенівка (нині в межах Федорівський району Саратовської області РФ). Росіянин. Закінчив Саратовський фінансово-економічний технікум в 1937 році. Працював інструктором відділу  народногосподарського обліку Федорівського району.
У РСЧА з 1938 року. 1941 року закінчив політичне училище.
Брав участь у німецько-радянській війні з червня 1941 року.
У 1942—1943 роках боровся в партизанських загонах Орловської і Курської областей.
В 1944 році закінчив курси удосконалення командного складу.
Уночі проти 27 квітня 1945 року, командуючи батальйоном 102-го стрілецького полку (41-а стрілецька дивізія, 69-а армія, 1-й Білоруський фронт), у боях за розширення плацдарму на лівому березі р. Одер для оточення й розгрому франкфуртсько-губенського угруповання противника капітан Василенко проявив особистий героїзм. Батальйон, відбивши 9 ворожих контратак, форсував озеро Гросер-Зельховер-Зе, вийшов противнику в тил і оволодів його опорним пунктом, чим сприяв виконанню бойового завдання полку.
31 травня 1945 року Івану Андрійовичу Василенку присвоєно звання Героя Радянського Союзу.
Після закінчення війни в запасі, жив у м. Бєльці Молдавської РСР, працював начальником адміністративно-господарського відділу комбінату будматеріалів. З розвалом Радянського Союзу перебрався до Москви. Помер 16 травня 2000 року.